# Spenglerův pohár 2016
Spenglerův pohár 2016 byl 90. ročníkem turnaje hokejových klubů, který probíhal od 26. do 31. prosince 2016 ve švýcarském Davosu. Účastnilo se ho šest celků (pět evropských klubů a výběr Kanady složený z hokejistů hrajících v evropských ligách), které byly rozděleny do dvou skupin po třech. Jedna byla pojmenovaná po Richardu Torrianim, druhá po Hansi Cattinim. Ve skupinách se celky utkaly systémem každý s každým. Druhý z první skupiny se následně utkal ve čtvrtfinále se třetím ze druhé skupiny a naopak. Vítězové těchto dvou soubojů postoupili do semifinále, v němž narazili na vítěze základních skupin. Vítězové semifinále se utkaly ve finále, kde výběr Kanady porazil švýcarské HC Lugano.

## Účastníci turnaje
- HC Davos (hostitel)
- Kanada (tým složený z Kanaďanů hrajících v Evropě)
- HK Dinamo Minsk
- HC Lugano
- Avtomobilist Jekatěrinburg
- Mountfield HK

## Skupinová fáze

### Torrianiho skupina
| Poř. | Tým                        | Z | V | VP | PP | P | VG | OG | B |
| ---- | -------------------------- | - | - | -- | -- | - | -- | -- | - |
| 1.   | HC Lugano                  | 2 | 2 | 0  | 0  | 0 | 8  | 5  | 6 |
| 2.   | Mountfield HK              | 2 | 1 | 0  | 0  | 1 | 7  | 7  | 3 |
| 3.   | Avtomobilist Jekatěrinburg | 2 | 0 | 0  | 0  | 2 | 5  | 8  | 0 |

| 26. prosince 2016 15:00 SEČ | HC Lugano | 4 : 2 (1:1, 2:0, 1:1) | Avtomobilist Jekatěrinburg | Vaillant Arena, Davos Návštěvnost: 6 300 |  |

| Report           |                  |                         |                                             |                                                                                |
| Elvis Merzlikins | Elvis Merzlikins | Brankáři                | Ivan Lisutin (33. min. Vladimir Sochatskij) | Rozhodčí: Stefan Fonselius Tobias Wehrli Čároví: Balazs Kovacs David Obwegeser |
|                  |                  | 1:0 1:1 2:1 3:1 3:2 4:2 |                                             | Rozhodčí: Stefan Fonselius Tobias Wehrli Čároví: Balazs Kovacs David Obwegeser |
| 12 min           | 12 min           | Tresty                  | 10 min                                      | Rozhodčí: Stefan Fonselius Tobias Wehrli Čároví: Balazs Kovacs David Obwegeser |
| 30               | 30               | Střely                  | 23                                          | Rozhodčí: Stefan Fonselius Tobias Wehrli Čároví: Balazs Kovacs David Obwegeser |

| 27. prosince 2016 15:05 SEČ | Mountfield HK | 4 : 3 (1:1, 1:2, 2:0) | Avtomobilist Jekatěrinburg | Vaillant Arena, Davos Návštěvnost: 6 155 |  |

| Report       |              |                             |                     |                                                                                 |
| Patrik Rybár | Patrik Rybár | Brankáři                    | Vladimir Sochatskij | Rozhodčí: Stefan Fonselius Marcus Vinnerborg Čároví: David Obwegeser Simon Wüst |
|              |              | 0:1 1:1 2:1 2:2 2:3 3:3 4:3 |                     | Rozhodčí: Stefan Fonselius Marcus Vinnerborg Čároví: David Obwegeser Simon Wüst |
| 12 min       | 12 min       | Tresty                      | 14 min              | Rozhodčí: Stefan Fonselius Marcus Vinnerborg Čároví: David Obwegeser Simon Wüst |
| 31           | 31           | Střely                      | 34                  | Rozhodčí: Stefan Fonselius Marcus Vinnerborg Čároví: David Obwegeser Simon Wüst |

| 28. prosince 2016 15:05 SEČ | HC Lugano | 4 : 3 (2:1 2:0, 0:2) | Mountfield HK | Vaillant Arena, Davos Návštěvnost: 6 300 |  |

| Report                                     |                                            |                             |                                       |                                                                           |
| Daniel Manzato (52. min. Elvis Merzlikins) | Daniel Manzato (52. min. Elvis Merzlikins) | Brankáři                    | Patrik Rybár (31. min. Ondřej Kacetl) | Rozhodčí: Tobias Wehrli Marc Wiegand Čároví: Cedric Borga David Obwegeser |
|                                            |                                            | 1:0 1:1 2:1 3:1 4:1 4:2 4:3 |                                       | Rozhodčí: Tobias Wehrli Marc Wiegand Čároví: Cedric Borga David Obwegeser |
| 14 min                                     | 14 min                                     | Tresty                      | 12 min                                | Rozhodčí: Tobias Wehrli Marc Wiegand Čároví: Cedric Borga David Obwegeser |
| 23                                         | 23                                         | Střely                      | 38                                    | Rozhodčí: Tobias Wehrli Marc Wiegand Čároví: Cedric Borga David Obwegeser |

### Cattiniho skupina
| Poř. | Tým             | Z | V | VP | PP | P | VG | OG | B |
| ---- | --------------- | - | - | -- | -- | - | -- | -- | - |
| 1.   | HK Dinamo Minsk | 2 | 1 | 0  | 0  | 1 | 11 | 9  | 3 |
| 2.   | HC Davos        | 2 | 1 | 0  | 0  | 1 | 8  | 8  | 3 |
| 3.   | Kanada          | 2 | 1 | 0  | 0  | 1 | 8  | 10 | 3 |

| 26. prosince 2016 20:15 SEČ | HK Dinamo Minsk | 7 : 4 (2:3, 1:0, 4:1) | Kanada | Vaillant Arena, Davos Návštěvnost: 6 119 |  |

| Report       |              |                                             |                |                                                                             |
| Ben Scrivens | Ben Scrivens | Brankáři                                    | Drew MacIntyre | Rozhodčí: Marcus Vinnerborg Marc Wiegand Čároví: Cedric Borga Roman Kaderli |
|              |              | 1:0 1:1 1:2 1:3 2:3 3:3 3:4 4:4 5:4 6:4 7:4 |                | Rozhodčí: Marcus Vinnerborg Marc Wiegand Čároví: Cedric Borga Roman Kaderli |
| 12 min       | 12 min       | Tresty                                      | 12 min         | Rozhodčí: Marcus Vinnerborg Marc Wiegand Čároví: Cedric Borga Roman Kaderli |
| 19           | 19           | Střely                                      | 35             | Rozhodčí: Marcus Vinnerborg Marc Wiegand Čároví: Cedric Borga Roman Kaderli |

| 27. prosince 2016 20:15 SEČ | HC Davos | 3 : 4 (1:1, 0:1, 2:2) | Kanada | Vaillant Arena, Davos Návštěvnost: 6 300 |  |

| Report      |             |                             |                |                                                                          |
| Gilles Senn | Gilles Senn | Brankáři                    | Zachary Fucale | Rozhodčí: Michael Leggo Tobias Wehrli Čároví: Cedric Borga Balazs Kovacs |
|             |             | 1:0 1:1 1:2 2:2 2:3 2:4 3:4 |                | Rozhodčí: Michael Leggo Tobias Wehrli Čároví: Cedric Borga Balazs Kovacs |
| 20 min      | 20 min      | Tresty                      | 12 min         | Rozhodčí: Michael Leggo Tobias Wehrli Čároví: Cedric Borga Balazs Kovacs |
| 36          | 36          | Střely                      | 34             | Rozhodčí: Michael Leggo Tobias Wehrli Čároví: Cedric Borga Balazs Kovacs |

| 28. prosince 2016 20:15 SEČ | HK Dinamo Minsk | 4 : 5 (1:1, 2:3, 1:1) | HC Davos | Vaillant Arena, Davos Návštěvnost: 6 300 |  |

| Report        |               |                                     |                 |                                                                            |
| Kevin Lalande | Kevin Lalande | Brankáři                            | Melvin Nyffeler | Rozhodčí: Michael Leggo Marcus Vinnerborg Čároví: Roman Kaderli Simon Wüst |
|               |               | 1:0 1:1 1:2 1:3 1:4 2:4 3:4 3:5 4:5 |                 | Rozhodčí: Michael Leggo Marcus Vinnerborg Čároví: Roman Kaderli Simon Wüst |
| 10 min        | 10 min        | Tresty                              | 12 min          | Rozhodčí: Michael Leggo Marcus Vinnerborg Čároví: Roman Kaderli Simon Wüst |
| 20            | 20            | Střely                              | 19              | Rozhodčí: Michael Leggo Marcus Vinnerborg Čároví: Roman Kaderli Simon Wüst |

## Vyřazovací fáze

### Čtvrtfinále
| 29. prosince 2016 15:05 SEČ | Mountfield HK | 1 : 5 (0:2, 1:1, 0:2) | Kanada | Vaillant Arena, Davos Návštěvnost: 6 012 |  |

| Report        |               |                         |                |                                                                            |
| Ondřej Kacetl | Ondřej Kacetl | Brankáři                | Zachary Fucale | Rozhodčí: Tobias Wehrli Marc Wiegand Čároví: Roman Kaderli David Obwegeser |
|               |               | 0:1 0:2 0:3 1:3 1:4 1:5 |                | Rozhodčí: Tobias Wehrli Marc Wiegand Čároví: Roman Kaderli David Obwegeser |
| 20 min        | 20 min        | Tresty                  | 12 min         | Rozhodčí: Tobias Wehrli Marc Wiegand Čároví: Roman Kaderli David Obwegeser |
| 20            | 20            | Střely                  | 30             | Rozhodčí: Tobias Wehrli Marc Wiegand Čároví: Roman Kaderli David Obwegeser |

| 29. prosince 2016 20:15 SEČ | HC Davos | 3 : 1 (2:1, 0:0, 1:0) | Avtomobilist Jekatěrinburg | Vaillant Arena, Davos Návštěvnost: 6 300 |  |

| Report      |             |                 |                |                                                                           |
| Gilles Senn | Gilles Senn | Brankáři        | Igor Ustinskij | Rozhodčí: Stefan Fonselius Michael Leggo Čároví: Balazs Kovacs Simon Wüst |
|             |             | 1:0 2:0 2:1 3:1 |                | Rozhodčí: Stefan Fonselius Michael Leggo Čároví: Balazs Kovacs Simon Wüst |
| 8 min       | 8 min       | Tresty          | 14 min         | Rozhodčí: Stefan Fonselius Michael Leggo Čároví: Balazs Kovacs Simon Wüst |
| 22          | 22          | Střely          | 32             | Rozhodčí: Stefan Fonselius Michael Leggo Čároví: Balazs Kovacs Simon Wüst |

### Semifinále
| 30. prosince 2016 15:05 SEČ | HK Dinamo Minsk | 2 : 3 (0:2, 1:0, 1:1) | Kanada | Vaillant Arena, Davos Návštěvnost: 6 300 |  |

| Report        |               |                     |                |                                                                            |
| Kevin Lalande | Kevin Lalande | Brankáři            | Zachary Fucale | Rozhodčí: Stefan Fonselius Marc Wiegand Čároví: Cedric Borga Balazs Kovacs |
|               |               | 0:1 0:2 1:2 1:3 2:3 |                | Rozhodčí: Stefan Fonselius Marc Wiegand Čároví: Cedric Borga Balazs Kovacs |
| 26 min        | 26 min        | Tresty              | 22 min         | Rozhodčí: Stefan Fonselius Marc Wiegand Čároví: Cedric Borga Balazs Kovacs |
| 23            | 23            | Střely              | 37             | Rozhodčí: Stefan Fonselius Marc Wiegand Čároví: Cedric Borga Balazs Kovacs |

| 30. prosince 2016 20:15 SEČ | HC Lugano | 4 : 0 (1:0, 2:0, 1:0) | HC Davos | Vaillant Arena, Davos Návštěvnost: 6 300 |  |

| Report           |                  |                 |                 |                                                                               |
| Elvis Merzlikins | Elvis Merzlikins | Brankáři        | Melvin Nyffeler | Rozhodčí: Stefan Fonselius Marcus Vinnerborg Čároví: Roman Kaderli Simon Wüst |
|                  |                  | 1:0 2:0 3:0 4:0 |                 | Rozhodčí: Stefan Fonselius Marcus Vinnerborg Čároví: Roman Kaderli Simon Wüst |
| 26 min           | 26 min           | Tresty          | 24 min          | Rozhodčí: Stefan Fonselius Marcus Vinnerborg Čároví: Roman Kaderli Simon Wüst |
| 33               | 33               | Střely          | 35              | Rozhodčí: Stefan Fonselius Marcus Vinnerborg Čároví: Roman Kaderli Simon Wüst |

### Finále
| 31. prosince 2016 12:00 SEČ | Kanada | 5 : 2 (1:1, 3:0, 1:1) | HC Lugano | Vaillant Arena, Davos Návštěvnost: 6 300 |  |

| Report         |                |                             |                  |                                                                           |
| Zachary Fucale | Zachary Fucale | Brankáři                    | Elvis Merzlikins | Rozhodčí: Marcus Vinnerborg Marc Wiegand Čároví: Roman Kaderli Simon Wüst |
|                |                | 0:1 1:1 2:1 3:1 4:1 4:2 5:2 |                  | Rozhodčí: Marcus Vinnerborg Marc Wiegand Čároví: Roman Kaderli Simon Wüst |
| 24 min         | 24 min         | Tresty                      | 12 min           | Rozhodčí: Marcus Vinnerborg Marc Wiegand Čároví: Roman Kaderli Simon Wüst |
| 47             | 47             | Střely                      | 42               | Rozhodčí: Marcus Vinnerborg Marc Wiegand Čároví: Roman Kaderli Simon Wüst |

## All Stars tým
| Pozice          | Hráč              | Klub            |
| --------------- | ----------------- | --------------- |
| Brankář         | Elvis Merzlikins  | HC Lugano       |
| Levý obránce    | James Wisniewski  | HC Lugano       |
| Pravý obránce   | Maxim Noreau      | Kanada          |
| Levé křídlo     | Drew Shore        | HC Davos        |
| Střední útočník | Andrew Ebbett     | Kanada          |
| Pravé křídlo    | Jevgenij Kovyršin | HK Dinamo Minsk |